# Aequimelium
Aequimelium war der antike Name eines von Bebauung freigehaltenen Platzes am südöstlichen Abhang des Kapitols in Rom.
Laut Varro wurde die Örtlichkeit deswegen so genannt, weil an ihrer Stelle einst „das eingeebnete Haus des Maelius“ (a‹e›quata Meli domus) stand. Spurius Maelius war 439 v. Chr. hingerichtet worden, weil er angeblich nach der Königsherrschaft greifen wollte. Eine etwas andere Herleitung bietet der wenig jüngere Dionysios von Halikarnassos, der die Bezeichnung auf aequum Meli (αἶκον Μήλιον), „die freie Fläche, die Ebene des Maelius“ zurückführt. Dionysios berichtet zudem, dass zu seiner Zeit der Platz, obwohl dicht umgeben von angrenzenden Häusern, unbebaut war.
Livius nennt anlässlich des Brandes Roms im Jahr 213 v. Chr. das Aequimelium in einem Zug mit dem sich anschließenden vicus Iugarius, da beide Gebiete bis auf den Grund niedergebrannt waren, und präzisiert die Lage an anderer Stelle, wo er angibt, dass die Substruktionen des Kapitols oberhalb des Aequimelium errichtet wurden. Filippo Coarelli möchte den Platz, der nicht größer als die Fläche eines Hauses gewesen sein kann, zwischen Area sacra di Sant’Omobono und der Piazza della Consolazione bei Santa Maria della Consolazione lokalisieren, während Giuseppina Pisani Sartorio allgemeiner eine Lage nördlich des sich anschließenden Forum Boarium annimmt.
Zur Zeit Ciceros bot das Aequimelium die Gelegenheit, Opfertiere, namentlich Lämmer, für private Opfer zu kaufen.